# Tamás Rónai
Tamás Rónai (ur. 1999) – węgierski kierowca wyścigowy.

## Biografia
Karierę sportową zaczynał w kartingu. W 2008 roku zdobył kartingowe wicemistrzostwo Węgier w klasie Easykart, a w 2011 roku był wicemistrzem w klasie Rotax Mini Max. Jednocześnie w sezonie 2011 został kartingowym mistrzem Europy Środkowowschodniej w klasie Rotax Mini Max. W 2012 roku Rónai zajął trzecie miejsce w mistrzostwach Węgier w klasie Rotax Junior. W 2014 roku zadebiutował w barwach zespołu Formula Car Team w Węgierskiej Formule 2000 i Węgierskiej Formule Renault. W Formule Renault wygrał wówczas osiem wyścigów i zdobył mistrzostwo. W tym samym roku zadebiutował w Mistrzostwach Europy Strefy Centralnej. W 2015 roku w Formule Renault Rónai wygrał wszystkie jedenaście eliminacji i obronił tytuł. Z kolei w Formule 2000 zajął trzecie miejsce na koniec sezonu. Jednocześnie podjął wówczas starty w Österreichische Rennwagen Meisterschaft, zdobywając ósme miejsce w klasyfikacji generalnej. W latach 2016–2018 był wicemistrzem Węgierskiej Formuły 2000. W 2016 roku zdobył także tytuł mistrza Europy Strefy Centralnej w klasie E2-2000.

## Wyniki
| Legenda oznaczeń w tabelach wyników Wyświetl szablon na nowej stronie | Legenda oznaczeń w tabelach wyników Wyświetl szablon na nowej stronie                                                                     |
| Oznaczenie                                                            | Wyjaśnienie |
| --------------------------------------------------------------------- | --- |
| Złoty                                                                 | Zwycięzca lub mistrzostwo |
| Srebrny                                                               | 2. miejsce lub wicemistrzostwo |
| Brązowy                                                               | 3. miejsce lub II wicemistrzostwo |
| Zielony                                                               | Ukończył, punktował (w klasyfikacji generalnej, gdy zdobył co najmniej jeden punkt na przestrzeni sezonu, poza trzema powyższymi opcjami) |
| Niebieski                                                             | Ukończył, nie punktował (w klasyfikacji generalnej, gdy nie zdobył co najmniej jednego punktu na przestrzeni sezonu)                      |
| Czerwony                                                              | Nie zakwalifikował się (NZ) |
| Czerwony                                                              | Nie prekwalifikował się (NPK) |
| Różowy                                                                | Nie ukończył (NU) |
| Różowy                                                                | Niesklasyfikowany (NS) (w klasyfikacji generalnej, gdy nie został sklasyfikowany w żadnym wyścigu sezonu)                                 |
| Czarny                                                                | Zdyskwalifikowany (DK) |
| Czarny                                                                | Wykluczony (WYK/EX) |
| Biały                                                                 | Nie wystartował (NW) |
| Biały                                                                 | Kontuzjowany (K/INJ) |
| Biały                                                                 | Wyścig odwołany (OD/C) |
| Bez koloru                                                            | Został wycofany (WYC/WD) |
| Bez koloru                                                            | Nie przybył (NP/DNA) |
| Bez koloru                                                            | Nie brał udziału w treningach (NT/DNP) |
| Bez koloru                                                            | Nie został zgłoszony (–) |
| Pogrubienie                                                           | Start z pole position |
| Kursywa                                                               | Najszybsze okrążenie wyścigu |
| †                                                                     | Nie ukończył, ale jego rezultat został zaliczony ze względu na przejechanie więcej niż 90% dystansu wyścigu.                              |
| *                                                                     | Sezon w trakcie |
| 1/2/3                                                                 | Punktowana pozycja w sprincie kwalifikacyjnym                                                                                             |
| Lista systemów punktacji Formuły 1                                    | |

### Węgierska Formuła Renault
| Rok  | Zespół           | Samochód      | Silnik  | Wyniki w poszczególnych eliminacjach | Wyniki w poszczególnych eliminacjach | Wyniki w poszczególnych eliminacjach | Wyniki w poszczególnych eliminacjach | Wyniki w poszczególnych eliminacjach | Wyniki w poszczególnych eliminacjach | Wyniki w poszczególnych eliminacjach | Wyniki w poszczególnych eliminacjach | Wyniki w poszczególnych eliminacjach | Wyniki w poszczególnych eliminacjach | Wyniki w poszczególnych eliminacjach | Pkt. | Msc. |
| ---- | ---------------- | ------------- | ------- | ------------------------------------ | ------------------------------------ | ------------------------------------ | ------------------------------------ | ------------------------------------ | ------------------------------------ | ------------------------------------ | ------------------------------------ | ------------------------------------ | ------------------------------------ | ------------------------------------ | ---- | ---- |
| 2014 |                  |               |         | Węgry                                | Węgry                                | Słowacja                             | Słowacja                             | Węgry                                | Węgry                                | Słowacja                             | Słowacja                             | Węgry                                | Węgry                                | Węgry                                | 106  | 1    |
| 2014 | Formula Car Team | Tatuus FR2000 | Renault | 2                                    | 1                                    | 1                                    | 1                                    | 1                                    | 1                                    | 1                                    | 2                                    | 1                                    | NU                                   | 1                                    | 106  | 1    |
| 2015 |                  |               |         | Węgry                                | Węgry                                | Austria                              | Austria                              | Węgry                                | Węgry                                | Słowacja                             | Słowacja                             | Węgry                                | Węgry                                | Węgry                                | 120  | 1    |
| 2015 | Formula Car Team | Tatuus FR2000 | Renault | 1                                    | 1                                    | 1                                    | 1                                    | 1                                    | 1                                    | 1                                    | 1                                    | 1                                    | 1                                    | 1                                    | 120  | 1    |

### Węgierska Formuła 2000
| Rok  | Zespół            | Samochód      | Silnik  | Wyniki w poszczególnych eliminacjach | Wyniki w poszczególnych eliminacjach | Wyniki w poszczególnych eliminacjach | Wyniki w poszczególnych eliminacjach | Wyniki w poszczególnych eliminacjach | Wyniki w poszczególnych eliminacjach | Wyniki w poszczególnych eliminacjach | Wyniki w poszczególnych eliminacjach | Wyniki w poszczególnych eliminacjach | Wyniki w poszczególnych eliminacjach | Wyniki w poszczególnych eliminacjach | Wyniki w poszczególnych eliminacjach | Pkt. | Msc. |
| ---- | ----------------- | ------------- | ------- | ------------------------------------ | ------------------------------------ | ------------------------------------ | ------------------------------------ | ------------------------------------ | ------------------------------------ | ------------------------------------ | ------------------------------------ | ------------------------------------ | ------------------------------------ | ------------------------------------ | ------------------------------------ | ---- | ---- |
| 2014 |                   |               |         | Węgry                                | Węgry                                | Słowacja                             | Słowacja                             | Węgry                                | Węgry                                | Słowacja                             | Słowacja                             | Węgry                                | Węgry                                | Węgry                                |                                      | 47   | 5    |
| 2014 | Formula Car Team  | Tatuus FR2000 | Renault | 7                                    | 5                                    | 5                                    | 3                                    | 4                                    | 5                                    | 6                                    | 7                                    | 4                                    | NU                                   | 3                                    |                                      | 47   | 5    |
| 2015 |                   |               |         | Węgry                                | Węgry                                | Austria                              | Austria                              | Węgry                                | Węgry                                | Słowacja                             | Słowacja                             | Węgry                                | Węgry                                | Węgry                                |                                      | 83   | 3    |
| 2015 | Formula Car Team  | Tatuus FR2000 | Renault | 3                                    | 2                                    | 1                                    | 1                                    | 3                                    | 2                                    | 4                                    | 3                                    | 3                                    | 3                                    | 3                                    |                                      | 83   | 3    |
| 2016 |                   |               |         | Węgry                                | Węgry                                | Węgry                                | Węgry                                | Węgry                                | Słowacja                             | Słowacja                             | Czechy                               | Czechy                               | Węgry                                | Węgry                                | Węgry                                | 96   | 2    |
| 2016 | F-2 Silver Racing | Tatuus FR2000 | Renault | 1                                    | 1                                    | 5                                    | 1                                    | 1                                    | 2                                    | 2                                    | 2                                    | 2                                    | NU                                   | NU                                   | 1                                    | 96   | 2    |
| 2017 |                   |               |         | Węgry                                | Węgry                                | Węgry                                | Węgry                                | Węgry                                | Słowacja                             | Słowacja                             | Czechy                               | Czechy                               | Węgry                                | Węgry                                | Węgry                                | 95   | 2    |
| 2017 | F-2 Silver Racing | Tatuus FR2000 | Renault | 2                                    | NW                                   | 2                                    | 2                                    | 1                                    | 2                                    | 2                                    | 4                                    | 2                                    | 2                                    | 2                                    | 2                                    | 95   | 2    |
| 2018 |                   |               |         | Węgry                                | Węgry                                | Austria                              | Austria                              | Słowacja                             | Słowacja                             | Czechy                               | Czechy                               | Węgry                                | Węgry                                | Węgry                                |                                      | 94   | 2    |
| 2018 | F-Racing 2000     | Tatuus FR2000 | Renault | NU                                   | 2                                    | 2                                    | 2                                    | 2                                    | 1                                    | 2                                    | 2                                    | 2                                    | 2                                    | 1                                    |                                      | 94   | 2    |